# Ponto Chique
Ponto Chique este un oraș în Minas Gerais (MG), Brazilia.